# Thrinle Lhündrub Chökyi Gyeltshen

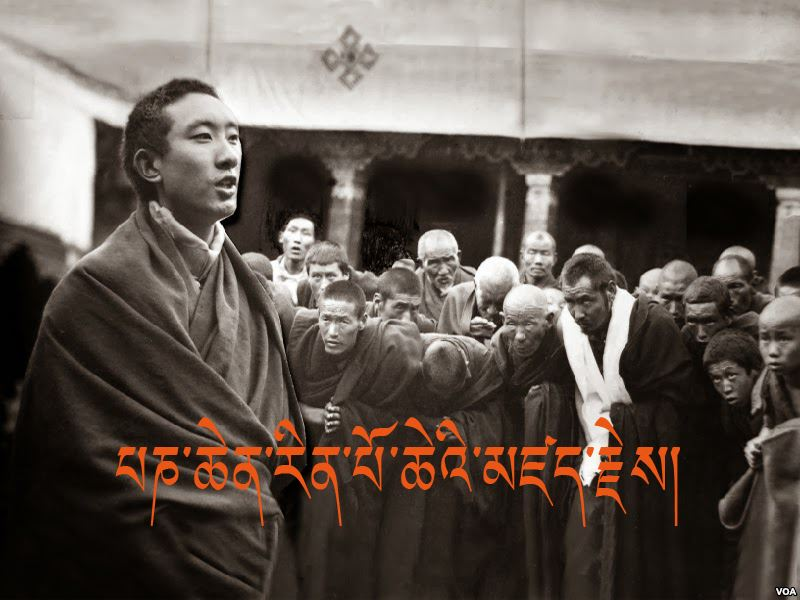
Penchen Lama im Jahr 1959

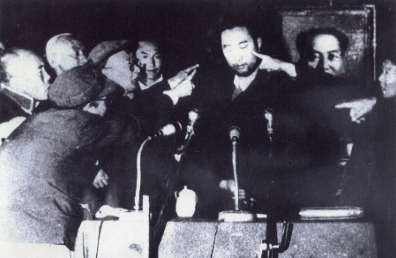
Penchen Lama als Opfer einer Kampf- und Kritiksitzung (1964)

Thrinle Lhündrub Chökyi Gyeltshen (tib.: phrin las lhun grub chos kyi rgyal mtshan; * 19. Februar 1938 in Xunhua (Provinz Qinghai); † 28. Januar 1989 in Xigazê) erhielt als Siebter den Titel Penchen Lama und gilt als zehnter Penchen Lama der Gelug-Tradition des tibetischen Buddhismus. Er wird meist kurz Chökyi Gyeltshen genannt.

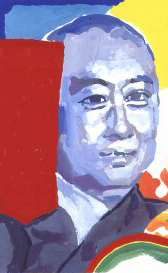
Chökyi Gyeltshen, Gemälde von Claude-Max Lochu

## Werdegang
Chökyi Gyeltshen wurde 1949 von offiziellen Vertretern des verstorbenen Thubten Chökyi Nyima als dessen Reinkarnation (Trülku) anerkannt. Er wurde in Amdo im Beisein von Beamten der chinesischen Regierung und mit Zustimmung der regionalen Kuomintang-Regierung als Penchen Lama inthronisiert. Die Auswahl seiner Person erfolgte in Konkurrenz zu der offiziellen Suchkommission der Regierung in Lhasa und sollte die antikommunistische Bewegung stärken.
Entgegen den Erwartungen unterstützte Chökyi Gyeltshen die chinesischen Machthaber unter Mao Zedong, nachdem er die Konterrevolutionäre vergeblich um Hilfe ersucht hatte, damit er seinen traditionellen Sitz in Lhasa einnehmen konnte. 1950 soll in seinem Namen der Befehlshaber der Division der Volksbefreiungsarmee von Lanzhou ein Telegramm an Mao Zedong mit der Bitte geschickt haben, Tibet „zu befreien“. Radio Beijing sendete seinen „Aufruf zur Befreiung Tibets“.
1951 wurde Chökyi Gyeltshen zur Ankunft der tibetischen Delegation, die das 17-Punkte-Abkommen unterzeichnete, nach Peking eingeladen. Er wurde auch benutzt, um den 14. Dalai Lama zu drängen, dem Abkommen zuzustimmen.
1952 traf Chökyi Gyeltshen den 14. Dalai Lama erstmals in Lhasa. Bei diesem Treffen warf er sich vor ihm nieder und verhielt sich auch sonst in jeder Beziehung gemäß den traditionellen Regeln. Nach ungefähr einem Monat Aufenthalt wurde er – nun auch mit Zustimmung des 14. Dalai Lama – nach Trashilhünpo gebracht, dem traditionellen Sitz der Penchen Lama.
Im Herbst 1954 reiste er zusammen mit dem 14. Dalai Lama nach Peking, um der ersten Versammlung des Nationalen Volkskongresses unter Liu Shaoqi beizuwohnen und Mao Zedong und andere hohe Politiker dieser Zeit zu treffen.
Ebenfalls zusammen mit dem 14. Dalai Lama begab er sich 1956 auf eine Pilgerreise nach Indien.
Nachdem der 14. Dalai Lama infolge des Tibetaufstands 1959 nach Indien geflohen war, wurde Chökyi Gyeltshen Vorsitzender des Komitees zur Organisation des Autonomen Gebiets Tibet. 1960 wurde er zum Vizevorsitzenden des Nationalen Volkskongresses gewählt.

## Kritik an der chinesischen Regierung
1962 traf er sich nach einer Reise durch Tibet mit Zhou Enlai, um mit ihm eine Petition zu besprechen, in der er die gesellschaftlichen Verhältnisse in Tibet kritisierte und die brutale Unterdrückung der tibetischen Bevölkerung während und nach der Militäroperation der Volksbefreiungsarmee in Tibet (1950–1951) thematisierte. Mao Zedong nannte diese Petition, die auch als 70000 Buchstaben Petition bekannt wurde, später einen „vergifteten Pfeil“, den der Penchen Lama auf die Kommunistische Partei Chinas abgeschossen habe. 
Als Chökyi Gyeltshen 1964 zusätzlich öffentlich erklärte, der Dalai Lama sei „seine Zuflucht in diesem und im nächsten Leben“ wurde er seiner politischen Ämter enthoben, als „Feind des tibetischen Volkes“, der Partei und des Sozialismus bezeichnet, nach Peking gebracht und unter Hausarrest gestellt. Mit dem Beginn der Kulturrevolution verschlechterte sich seine Lage noch mehr. Von Mitgliedern der Roten Garden wurde er bekämpft, gefoltert und gedemütigt. 1968 wurde Thrinle Lhündrub Chökyi Gyeltshen in dem Qincheng-Gefängnis in Changping gebracht, wo er bis 1977 inhaftiert blieb.

## Rehabilitation
Nach seiner Entlassung wurde Chökyi Gyeltshen langsam politisch rehabilitiert. Mao Zedong lebte nicht mehr und Deng Xiaoping verurteilte die Kulturrevolution und forderte, dass ökonomische Entwicklung die Hauptaufgabe für die Partei werden müsse.
1979 heiratete Chökyi Gyeltshen die han-chinesische Medizinstudentin Li Jie in der Großen Halle des Volkes. Nach ihrer Hochzeit lebten die beiden in der Dong Zhongbu-Straße in Peking. 1980 wurde er wieder Vizevorsitzender des Nationalen Volkskongresses. Seine Tochter Yabshi Pan Rinzinwangmo wurde 1983 geboren.
1987 kritisierte Chökyi Gyeltshen erneut die Politik der chinesischen Regierung in Hinblick auf Tibet. Seine Kritik bezog sich auf die Erziehungspolitik, die wirtschaftliche Entwicklung, die Besiedelungspolitik und die Diskriminierungen gegenüber Tibetern.
1989 kehrte er nach Tibet zurück. Um die neu renovierten Stupas der Penchen Lamas 5.-9. zu segnen, traf er am 9. Januar des Jahres in Samzhubzê ein. Am 24. Januar erklärte er in Xigazê, die chinesische Herrschaft in Tibet habe den Tibetern mehr Zerstörung als Wohlergehen gebracht.
Vier Tage später, am 28. Januar 1989, starb Thrinle Lhündrub Chökyi Gyeltshen in Trashilhünpo. Als offizielle Todesursache wurde Herzinfarkt angegeben.